# Tupigea maza
Tupigea maza là một loài nhện trong họ Pholcidae. Loài này được phát hiện ở Brasil.